# Пью, Альф
Альф Пью (англ. Alf Pugh; 1869, Эсклушем, Уэльс — 7 февраля 1942, Рексем, Уэльс) — футболист-любитель из Уэльса, выступал на позиции вратаря. Считается первым в истории футболистом, который был заменён в международном матче.

## Биография
Начинал играть в футбол в команде «Ростиллен Виктория». В 1885 году перешёл в клуб «Рексем Олимпик», где провёл около года, но потеряв место в составе, в 1886 году вернулся в Ростиллен, где продолжал играть следующие 10 лет.
15 апреля 1889 года сборная Уэльса проводила свой домашний матч со сборной Шотландии в рамках Домашнего чемпионата Великобритании 1889. Основной вратарь Уэльса Джеймс Трейнер не смог присутствовать на игре, поскольку находился в распоряжении клуба «Престон Норт Энд». Начало матча было отложено до тех пор, пока не будет произведена замена. В итоге Уэльс начал игру с Пью на воротах, а на 30-й минуте его сменил прибывший на игру Сэм Гиллам. Ни один из вратарей не пропустил голов в матче, а игра завершилась со счётом 0:0. Этот матч стал первым из 14 матчей, в котором Шотландия не смогла победить Уэльс. Также это был лишь второй матч в истории, завершившийся со счётом 0:0 (первый был сыграл 30 ноября 1872 года между Англией и Шотландией). Замена произведённая в матче стала первой в международном футболе.